# Victor Lustig

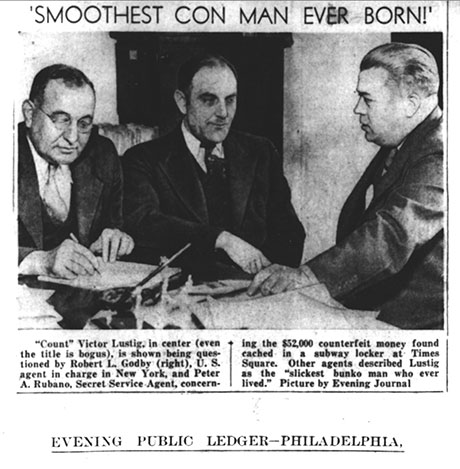
Victor Lustig (Bildmitte), 1935

Victor Lustig (* 4. Januar 1890 in Arnau, Königreich Böhmen; † 11. März 1947 in Springfield, Missouri) war ein Trickbetrüger (Confidence man) und Hochstapler österreichisch-ungarischer Herkunft. Er wurde weltweit bekannt als „der Mann, der den Eiffelturm verkaufte“.

## Leben

### Jugend
Lustigs Familie zählte zum gehobenen Bürgertum. Victor Lustigs Ausbildung war gut, so dass er mindestens fünf Sprachen beherrschte. Bereits 1908 war Lustig in Prag wegen Diebstahls zwei Monate im Gefängnis. In Wien kam er 1909, in Klagenfurt 1910 ins Gefängnis, erneut in Wien 1911 und in Zürich 1912. Mit 19 Jahren studierte Lustig an der Sorbonne in Paris und lernte nebenbei, Billard, Poker und Bridge zu spielen. Dabei fügte ein eifersüchtiger Mitspieler ihm eine charakteristische Narbe zwischen linkem Auge und linkem Ohr zu. Vor dem Ersten Weltkrieg verdiente sich Lustig auf großen Überseedampfern sein Geld mit Betrügereien bei Glücksspielen und Kartenspielen; nach dem Kriegsbeginn versiegte diese Geldquelle.

### USA
Im Jahr 1920 ging Victor Lustig in die USA, wo er sich Graf Victor Lustig nannte. Mit seiner Menschenkenntnis und seinem aristokratischen Auftreten brachte er seine Schwindeleien zur Perfektion. Er verkaufte vermeintliche Gelddruckmaschinen, die sogenannte „Rumänische Schachtel“, und täuschte sichere Tipps bei Pferdewetten vor, um sich mit den Einsätzen aus dem Staub zu machen.

### Verkauf des Eiffelturms
Im Mai 1925 tauchte er wieder in Paris auf, wo er den ihn berühmt machenden Betrug begann. Er las einen Zeitungsartikel über den langsamen Verfall des Eiffelturms, der nach seiner Zweckbestimmung als markantes Bauwerk für die Weltausstellung 1889 im Jahre 1909 wieder abgerissen werden sollte. Der Turm passte nach Ansicht vieler Pariser Bürger nicht ins Stadtbild und wurde entsprechend schlecht gepflegt. Die Abrissbefürworter waren auch 1925 noch nicht verstummt, als Lustig sich als stellvertretender Generaldirektor des Postministeriums ausgab und eine Ausschreibung fälschte, die den Eiffelturm zum Verkauf anbot.
Er verschickte Einladungen zu Verkaufsverhandlungen an sechs Pariser Schrotthändler und bat sie um ein vertrauliches Treffen im prestigeträchtigen Hôtel de Crillon an der Place de la Concorde, das als bekannter Treffpunkt von Diplomaten und Politikern eine gute Tarnung bot. Alle sechs Händler erschienen zum Termin. Lustig erklärte den Interessenten, dass sie aufgrund ihrer Reputation als ehrliche Geschäftsleute ausgewählt worden seien. Anschließend führte er aus, dass der Eiffelturm abgerissen und als Schrott verkauft werden solle. Aufgrund der zu erwartenden öffentlichen Diskussion wolle er die Gespräche zunächst vertraulich führen, bis alle Fragen geklärt seien. Er führte die Schrotthändler zum Turm, um ihr Verhalten und ihr Interesse einzuschätzen. Anschließend erklärte er, dass er Gebote bis zum folgenden Tag erwarte. Zu diesem Zeitpunkt war ihm bereits klar, dass er den Handel mit André Poisson abschließen würde, einem unsicheren Mann, der sich vom Kauf des Eiffelturms den Aufstieg in der Pariser Geschäftswelt erhoffte. Die Unsicherheit Poissons war gleichzeitig auch eine Gefahr für den Plan, denn dessen Frau schöpfte Verdacht. Um dieses Risiko auszuräumen, setzte Lustig ein weiteres Treffen an. Dort wechselte er das Thema, wurde vertraulich und erzählte Poisson, wie schlecht er als Beamter verdiene und dass er sein Einkommen gern aufbessern würde. Poisson war mit korrupten Staatsangestellten vertraut. Er verstand sofort, dass Lustig ein Schmiergeld zu fordern schien. Dies überzeugte ihn letztlich von der Echtheit des Angebots.
Lustig gelang es, mit Poisson einen Kaufvertrag über den aus etwa 7000 Tonnen Eisen bestehenden Turm abzuschließen. Im Gegenzug erhielt er mindestens eine Million damaliger Francs (teilweise als Bestechungsgeld, teils als Anzahlung), tauchte nach Abschluss des Handels unter und setzte sich nach Wien ab. Als Poisson den Schwindel bemerkte, zog er es aus Scham vor, den Betrug nicht bei der Polizei anzuzeigen. Gegen alle Erwartungen fand Lustig in den Zeitungen keine Meldung über den Betrug und versuchte nach einem Monat, ihn zu wiederholen. Der zweite Käufer schöpfte jedoch Verdacht und ging zur Polizei, woraufhin Lustig zurück in die Vereinigten Staaten floh.

### Psychologische Manipulation bei Al Capone
Im Jahr 1926 suchte Victor Lustig (nun wieder als „Graf“) Al Capone auf und behauptete, er könne eine Summe von 50.000 Dollar in 60 Tagen verdoppeln. Capone war zunächst misstrauisch, stieg jedoch schließlich auf das Angebot ein. Lustig deponierte das Geld in einem Banksafe in Chicago und fuhr nach New York. Nach 60 Tagen kehrte er nach Chicago zurück, holte das Geld ab und ging zu Capone. Er erklärte ihm, dass sein Plan fehlgeschlagen sei. Er entschuldigte sich wortreich und spielte auf seine schlechte finanzielle Situation an, anschließend gab er die 50.000 Dollar an Al Capone zurück. Dieser war fassungslos – er hatte entweder mit 100.000 Dollar oder dem Totalverlust des Geldes gerechnet. Capone lebte in ständigem Misstrauen und war daher auf so einen – in seinen Augen – ehrlichen Akt nicht gefasst. So überrumpelt übergab er Lustig 1000 Dollar, um ihm aus seiner Klemme zu helfen – genau darauf hatte Lustig es angelegt.

### Geldfälschung
Lustig verlegte sich nun auf die Geldfälscherei. Im Remsen County (Oklahoma) wurde er inhaftiert, konnte den Sheriff Richards (nach anderen Quellen auch Miller) jedoch davon überzeugen, ihn im Tausch gegen eine Gelddruckmaschine zum Sonderpreis freizulassen. Der Sheriff durchschaute den Trick zu spät, er verfolgte Lustig bis nach Chicago, wo er ihn fasste. Lustig behielt jedoch die Nerven und erklärte dem Sheriff, dass er die Maschine falsch bedient hätte. Es gelang ihm, den Sheriff mit technischem Kauderwelsch einzuwickeln, bis sich dieser damit einverstanden erklärte, dass Lustig nach Oklahoma kommen würde und ihm das Gerät nochmals erkläre. Um ihn zu beruhigen, gab Lustig ihm ein Bündel 100-Dollar-Noten, um ihn für die Reise zu „entschädigen“. Es handelte sich dabei jedoch um Falschgeld, Sheriff Richards wurde kurze Zeit später festgenommen.
Im Jahr 1934 stellte der Secret Service eine Sonderkommission auf, die die Herkunft des Falschgeldes aufdecken sollte, welches die USA überschwemmte. Im Verdacht stand ein Apotheker namens William Watts, der während der Prohibition bereits Etiketten für Whiskey-Flaschen gefälscht hatte. Es gab jedoch keinen Hinweis auf den Aufenthaltsort von Watts, nur sein Kontaktmann war bekannt – „Graf Victor Lustig“. Lustig wurde verhaftet und gab an, dass Watts die falschen Druckstöcke hergestellt hatte, behauptete jedoch, mit der ganzen Sache nichts zu tun zu haben. Er hatte jedoch einen Schlüssel für ein Schließfach am Times Square bei sich, in welchem neben 51.000 falschen US-Dollar auch Druckstöcke gefunden wurden.

### Tod
Noch am Tag vor seinem Prozess gelang ihm die Flucht mittels eines Seils aus Bettlaken. Nach 27 Tagen wurde er in Pittsburgh wieder festgenommen. Lustig wurde schließlich am 5. Dezember 1935 angeklagt und zu 15 Jahren Haft verurteilt, die er in Alcatraz verbüßte. Kronzeuge im Prozess war der kurz vorher verhaftete William Watts. Al Capone soll Lustig während seiner Zeit in Haft unterstützt haben.
Am 9. März 1947 erkrankte Lustig an einer Lungenentzündung und starb zwei Tage später. Der Beamte trug beim Ausfüllen des Totenscheins unter „Beruf“ die Bezeichnung „Verkäuferlehrling“ („Apprentice Salesman“) ein.

## Film und Hörbuch
Unter dem Titel Der Mann, der den Eiffelturm verkaufte strahlte der Südwestfunk Lustigs Geschichte (Regie: Michael Braun) am 31. Oktober 1970 mit Dietmar Schönherr in der Hauptrolle aus. Ein gleichnamiges Hörbuch erschien 2010.
2019 feierte die Lauscherlounge die Premiere ihres Live-Hörspiels Die Abenteuer des Victor Lustig. Der Mann, der den Eiffelturm verkaufte - Nach einer wahren Begebenheit mit u. a. Oliver Rohrbeck und Vera Teltz.